# Batolite del Wyoming
Il batolite del Wyoming è un batolite di composizione granitica la cui origine risale al Neoarcheano; il batolite si estende per oltre 200 km e forma il nucleo eroso delle Granite Mountains e delle Laramie Mountains, situate nella parte centrale dello stato del Wyoming, negli Stati Uniti d'America.
Il batolite del Wyoming si trova all'interno del cratone del Wyoming e originariamente era una camera magmatica. Le camere magmatiche risalenti allo stesso periodo si trovano attualmente in profondità, sono riempite di lava e risultano inaccessibili. Nel caso del batolite del Wyoming, gli strati sovrastanti sono stati erosi nel corso del tempo, cosicché esso risulta esposto e accessibile allo studio.